# Triolena amazonica
Triolena amazonica là một loài thực vật có hoa trong họ Mua. Loài này được (Pilg.) Wurdack miêu tả khoa học đầu tiên năm 1975.